# Akemi Noda
Akemi Noda (野田 朱美 Noda Akemi?), född 13 oktober 1969, är en japansk tidigare fotbollsspelare.
Akemi Noda debuterade för japans landslag den 17 oktober 1984 i en 0–6-förlust mot Italien. Hon spelade 76 landskamper för det japanska landslaget. Hon deltog bland annat i fotbolls-VM 1991, 1995 och OS 1996.